# Unnapark

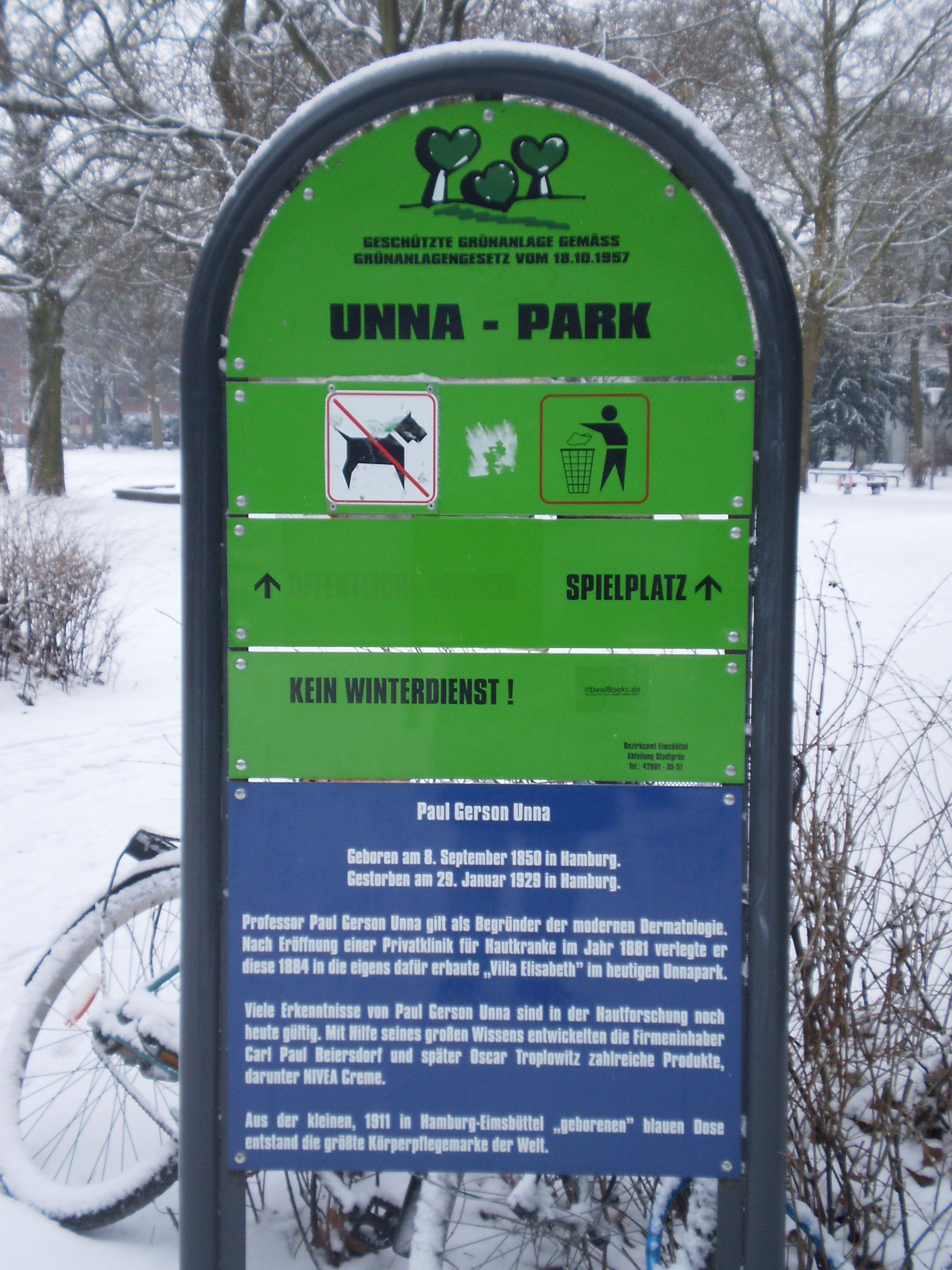
Eingang zum Unnapark am Heußweg

Der Unnapark ist eine öffentliche Grünanlage im Hamburger Stadtteil Eimsbüttel. Er erstreckt sich über ca. 1,6 Hektar und wird begrenzt von Schwenckestraße, Heußweg, einer durchgehenden Häuserfront der Osterstraße und Wohnblocks der Sillemstraße.
Der Unnapark wurde 1956 eröffnet und nach dem Arzt Paul Gerson Unna benannt.

## Aufbau

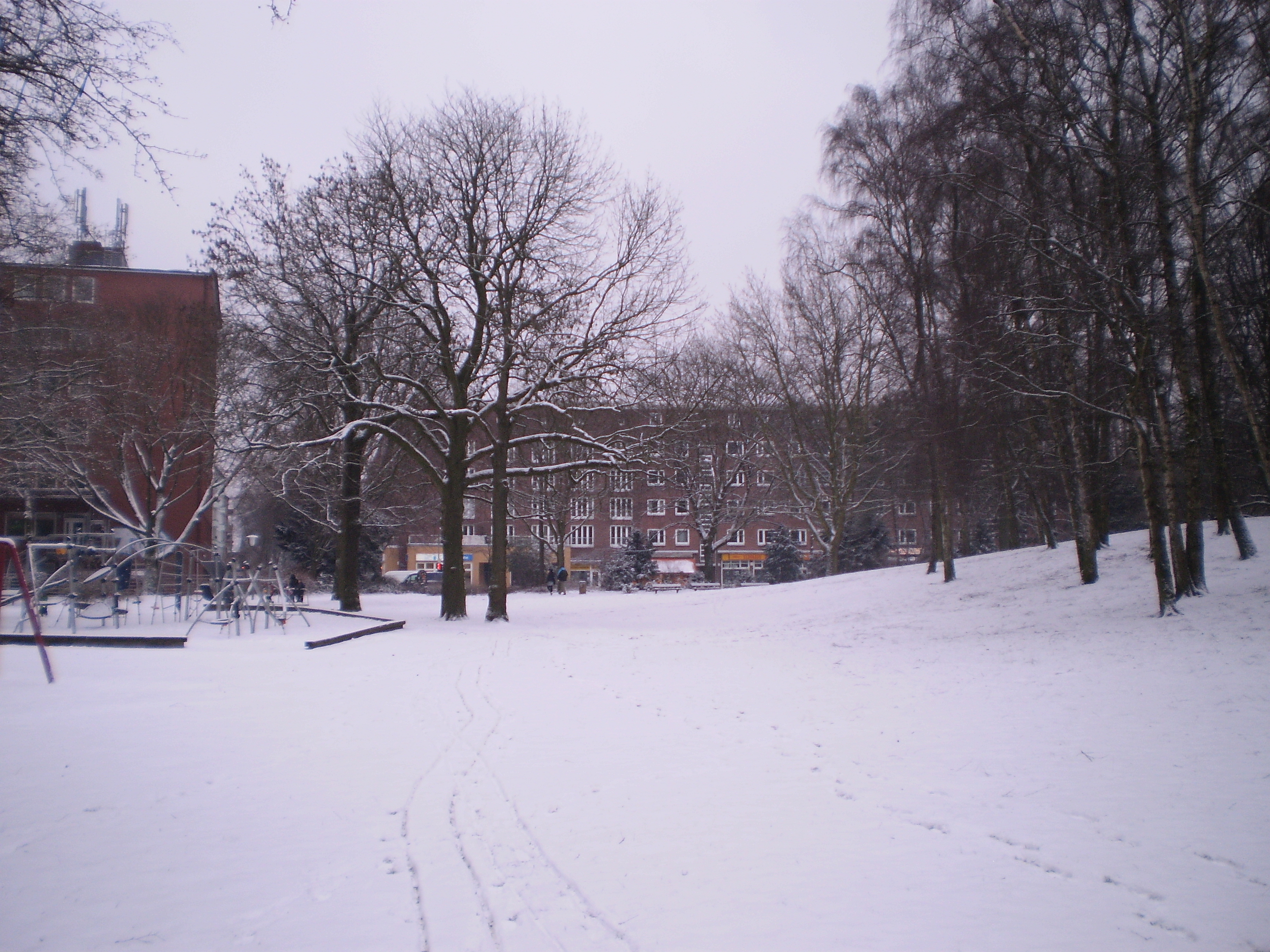
Unnapark im Winter

Der Unnapark hat zwei Haupteingänge in der Schwenckestraße und am Heußweg, zwischen denen ein mit Sitzbänken gesäumter Weg durch den Park führt. Im Norden gelangt man über eine Treppe oder Rampe zu einem Durchgang auf die Osterstraße 135/137. Im übrigen Bereich ist der geschlossene Gebäudezug der Osterstraße durch Hecken und Bäume vom Park abgegrenzt.
Südlich des Weges bietet eine große Rasenfläche mit vereinzeltem Baumbestand die Möglichkeit zum Sonnen und Grillen. Sie wird in Richtung Sillemstraße von einem Hügel abgeschlossen, der mit Birken und Hainbuchen bewachsen ist und im Winter zum Rodeln genutzt wird.
Im Osten des Parks befindet sich ein durch den Weg zweigeteilter, mit modernen Geräten ausgerüsteter Spielplatz.
Der Park ist seit 1992 hundefrei.

## Geschichte
Der Unnapark war der letzte Privatpark Eimsbüttels. Das Grundstück befand sich seit 1883 im Besitz des Hautarztes Paul Gerson Unna und seiner Nachkommen, die hier einen Klinik-Komplex und private Unterkünfte unterhielten. Schon in den 1920er und 1930er Jahren hatte die Stadt versucht es anzukaufen, die Verhandlungen waren jedoch gescheitert. Im Juli 1943, während des Zweiten Weltkrieges, zerstörte ein Treffer den Komplex weitgehend und veränderte damit die Situation. Die Eigentümer erklärten sich 1949 zum Verkauf des ca. 13.000 Quadratmeter großen Areals bereit. Uneinigkeit herrschte jedoch über den Preis. Die Familie Unna, die aufgrund ihrer jüdischen Abstammung während der Herrschaft der Nationalsozialisten schikaniert und verfolgt worden war, erwartete von Seiten der Stadt Großzügigkeit und einen Ankauf als hochpreisiges Bauland. Die Stadt argumentierte jedoch damit, dass das Grundstück nur als Park genutzt werden sollte, was einen niedrigeren Preis rechtfertige. Schließlich bezahlte sie 10 DM je Quadratmeter statt ursprünglich angebotenen 7 DM, was jedoch immer noch relativ preisgünstig war.
Nach dem Kauf des Grundstücks kam es durch dessen Zustand zu weiteren Verzögerungen. So befanden sich dort zwei Röhrenbunker. Einer von ihnen, im Garten des Grundstücks Heußweg 21 gelegen, war unterirdisch angelegt und teilweise zerstört. Er konnte zugeschüttet, mit Birken bepflanzt und dadurch in den Park integriert werden. Der Bunker in der Osterstraße 135 war jedoch nur teilversenkt und konnte aus luftschutztechnischen Gründen nicht überbaut werden. Schließlich entschied man sich, ihn stehen zu lassen und an dieser Stelle des Parks einen Durchgang zur Osterstraße zu ermöglichen. Ein weiteres Hindernis waren Nissenhütten in der Schwencke- und Sillemstraße, die erst abgerissen werden mussten. Außerdem gab es auf dem Grundstück zahlreiche zerstörte Gebäude, deren Fundamente und Keller nach längeren Diskussionen zugeschüttet wurden, da ein Ausgraben zu teuer geworden wäre.
Im Frühjahr 1954 begann schließlich der Bau des Unnaparks. Die Finanzierung und Umsetzung erfolgte im Rahmen einer Notstandsmaßnahme. Als Grundlage diente ein Entwurf von Karl Plomin. Er sah vor, dass der Eingang an der Schwenckestraße durch eine Pergola führen sollte, danach kam eine innenhofartige Anlage mit Rosen, Rankgewächsen, Ruhebänken und einem Wasserbecken. Ein altes Feuerlöschbecken diente als Seerosen- und Sumpfpflanzenbecken. Ein Stück weiter schloss sich ein abgeschlossener Platz mit Tischen und Hockern zum Skatspielen an. Ein mit Stauden und Blumenrabatten versehener Weg führte zu einem Kinderspielplatz. Am Ausgang zum Heußweg befand sich ein höher gelegener Platz mit Sitzmauer. Dieser Entwurf wurde weitgehend umgesetzt, jedoch das erste Wasserbecken durch eine Rabatte ersetzt und der Zugang an der Schwenckestraße vergrößert, wodurch die Pergola entfiel. Am realisierten zweiten Wasserbassin stellte man die Bronzeplastik Fischreiher von Kurt Bauer auf.
Am 9. Mai 1956 fand die Einweihung des Parks statt. Einen Monat danach titelte die sozialdemokratische Zeitung Hamburger Echo: Das Wunder von Eimsbüttel. Von den grauen Vorstadtsslums zur modernen Stadt im Grünen.